# Erik Pöysti (réalisateur)
Erik Pöysti (en finnois : [ˈeːrik ˈpøy̯sti]), né le 20 août 1955, est un réalisateur et acteur finlandais.

## Biographie
Erik Pöysti nait le 20 août 1955 à Helsinki. Il est le fils des acteurs finlandais Lasse Pöysti et Birgitta Ulfsson (en),,.
Pöysti étudie à l'Université d'Helsinki de 1975 à 1976. Il a travaillé au Théâtre suédois au début des années 1980 avant de rejoindre le Lilla Teatern. Il est également professeur de théâtre.
Il vit à Ekenäs. Sa fille Alma Pöysti est également actrice,.

## Filmographie
- 1982 : Breaking Out
- 1982 : Kiertue